# Tangara parzudakii
Tangara parzudakii là một loài chim trong họ Thraupidae.